# Panama (miasto)
Panama (hiszp. Panamá) – stolica Panamy, port nad Oceanem Spokojnym, w pobliżu Kanału Panamskiego; ośrodek administracyjny prowincji Panama; 708 738 mieszkańców.

## Klimat
Panuje tu morski klimat tropikalny. Pora sucha trwa od grudnia do kwietnia (opady miesięczne do 200 mm), a deszczowa od maja do listopada (opady miesięczne do 1300 mm). Najwyższe średnie temperatury miesięczne notuje się od marca do maja (ponad 30 st. C), a najniższe w grudniu (nieco ponad 20 st. C).

## Historia
Pierwotnie istniała w tym miejscu rybacka wioska indiańska o nazwie Panama, co oznacza "wiele ryb". Starą Panamę (Panama La Vieja) założył w 1519 r. gubernator Pedro Arias Vavila. Miasto było siedzibą hiszpańskiej administracji oraz władzy kościelnej i rozwijało się w oparciu o handel morski. kilkakrotnie stawało się celem ataków piratów. W 1595 r. bezskutecznie próbował je splądrować Francis Drake, udało się to w 1671 r. Henry'emu Morganowi. W 1674 r. założono więc w sąsiedztwie Nową Panamę (Panama Nuevo) z inicjatywy hiszpańskiego gubernatora Alonsa Mercado y Villacorty. Na początku XVIII w. miasto podupadło politycznie i ekonomicznie. W 1751 r. okoliczny obszar został częścią Nowej Granady, a później Kolumbii. W XIX w. nastąpił rozwój związany z "gorączką złota" w Kalifornii i budową kolei. W 1903 r. ogłoszono niepodległość Republiki Panamy, której miasto zostało stolicą. Wielkiego znaczenia nabrało po otwarciu Kanału Panamskiego w 1914 r. Stolica stała się nowoczesna i kosmopolityczna. Jednak kontrolę nad miastem i jego stanem sanitarnym sprawowały USA (na mocy traktatu Hay-Bunau-Varilla), które sfinansowały m.in. budowę wodociągów i kanalizacji. Zniosły ją dopiero kolejne traktaty z 1936 i 1959 r. W 2003 r. Panama była Amerykańską Stolicą Kultury.
W 2019 roku w Panamie odbyły się Światowe Dni Młodzieży.

## Gospodarka
Panama dostarcza 55% PKB kraju. Gospodarka miasta jest silnie uzależniona od żeglugi Kanałem Panamskim oraz usług związanych z jego obsługą. Znajduje się tam największy port kraju oraz związane z nim stocznie remontowe. Urządzenia portowe ulokowane są w pobliskim miasteczku Balboa. W Panamie rozwinęło się wiele innych gałęzi przemysłu, m.in. browarniczy, tytoniowy, rafineryjny, stalowy, odzieżowy, obuwniczy, drzewny, cukierniczy, cementowy, meblarski, walcownie żelaza, rzemiosło. W budowę swoich fabryk zainwestowały m.in. koncerny Coca-Cola i Nestle. Ze względu na niskie podatki importowe oraz ogromne ilości sprowadzanych towarów ceny artykułów są bardzo niskie. Rozwinięte są także usługi finansowe. Ma tu siedzibę 87 banków, z czego 24 zagraniczne. W mieście odbywają się liczne kongresy. Największe centrum kongresowe – Atlapa – może jednorazowo pomieścić 5 tys. osób.

## Nauka
Panama jest siedzibą Panamskiej Akademii Nauk (zał. 1748), afiliowanej do Hiszpańskiej Akademii Królewskiej, Uniwersytetu Panamskiego (1935), katolickiego Uniwersytetu Santa Maria la Antigua dla Ameryki Środkowej (1965), Panamskiej Akademii Nauk oraz Narodowego Instytutu Kultury, który obejmuje placówki kulturalne oraz edukacyjne (szkoły muzyczne, plastyczne, baletowe, teatralne). Ważną instytucją naukową jest Laboratorium Medycyny Tropikalnej i Zapobiegawczej zał. w 1928 r.

## Zabytki
W Starej Panamie znajduje się katedra z 1619 r. wpisana na Listę Światowego Dziedzictwa Kulturalnego i Przyrodniczego UNESCO. Inne zabytki tej części miasta to: kościoły – La Concepcion i Santo Domingo, domy mieszkalne w stylu plateresco, mosty – Paita (XVI w.) i Puente del Rei (XVII w.) oraz pozostałości sądu królewskiego, ratusza i więzienia z XVI w.
Historycznym centrum Nowej Panamy jest Casco Viejo. W tej spokojnej dzielnicy z wąskimi uliczkami i niską zabudową zachowały się architektoniczne pamiątki z czasów kolonialnych. Na uwagę zasługują m.in. katedra (budowana w latach 1690-1762), barokowe kościoły – La Merced z kaplicą Marii Panny (1680), Santa Ana (1775) i San Francisco. W kościele San Jose znajduje się wspaniały złoty ołtarz (XVII w.). Z XIX w. pochodzą hotele Grand i Central. Interesujące są neoklasycystyczne budynki użyteczności publicznej z początku XX w.: Pałac Sprawiedliwości, Pałac Prezydencki (1910), Teatr Narodowy (1905-08) oraz późniejszy Hotel El Panama (1950).

## Miasta partnerskie
- Fort Lauderdale (USA)
- Miami (USA)
- Tajpej (Tajwan)